# استفانو گوبرتی
استفانو گوبرتی (انگلیسی: Stefano Guberti؛ زادهٔ ۶ نوامبر ۱۹۸۴) بازیکن فوتبال اهل ایتالیا است.
از باشگاه‌هایی که در آن بازی کرده‌است می‌توان به باشگاه فوتبال پروجا، باشگاه فوتبال آسکولی، باشگاه فوتبال تورینو، باشگاه فوتبال آ.اس. رم، باشگاه فوتبال باری، باشگاه فوتبال روبور سیه‌نا، و باشگاه فوتبال سمپدوریا اشاره کرد.